# Endoctrinement
L’endoctrinement a longtemps été défini comme l’acte d’instruire ou le processus par lequel on inculque une doctrine, une attitude ou une méthode à des étudiants. Avec l’évolution de la société, le terme est devenu péjoratif, notamment lorsque la raison cède sa place à la foi ou à la soumission : il désigne alors un enseignement qui interdit l’apprentissage ou la simple connaissance d’autres perspectives, ou une doctrine jugée fausse ou dangereuse par ceux qui ne sont pas endoctrinés. Les vecteurs courants de l’endoctrinement sont l’État, les établissements d’enseignement, les arts, la culture les médias, les religions...) Envisagé comme un processus de socialisation en citoyens « idéaux », l’endoctrinement se produit aussi bien dans les systèmes de gouvernement démocratiques qu’autoritaires. Dans le discours courant, le terme a souvent une valence péjorative pour désigner des formes de lavage de cerveau
L’endoctrinement peut avoir la capacité de dissoudre tout esprit critique chez celui qui le subit[réf. souhaitée].

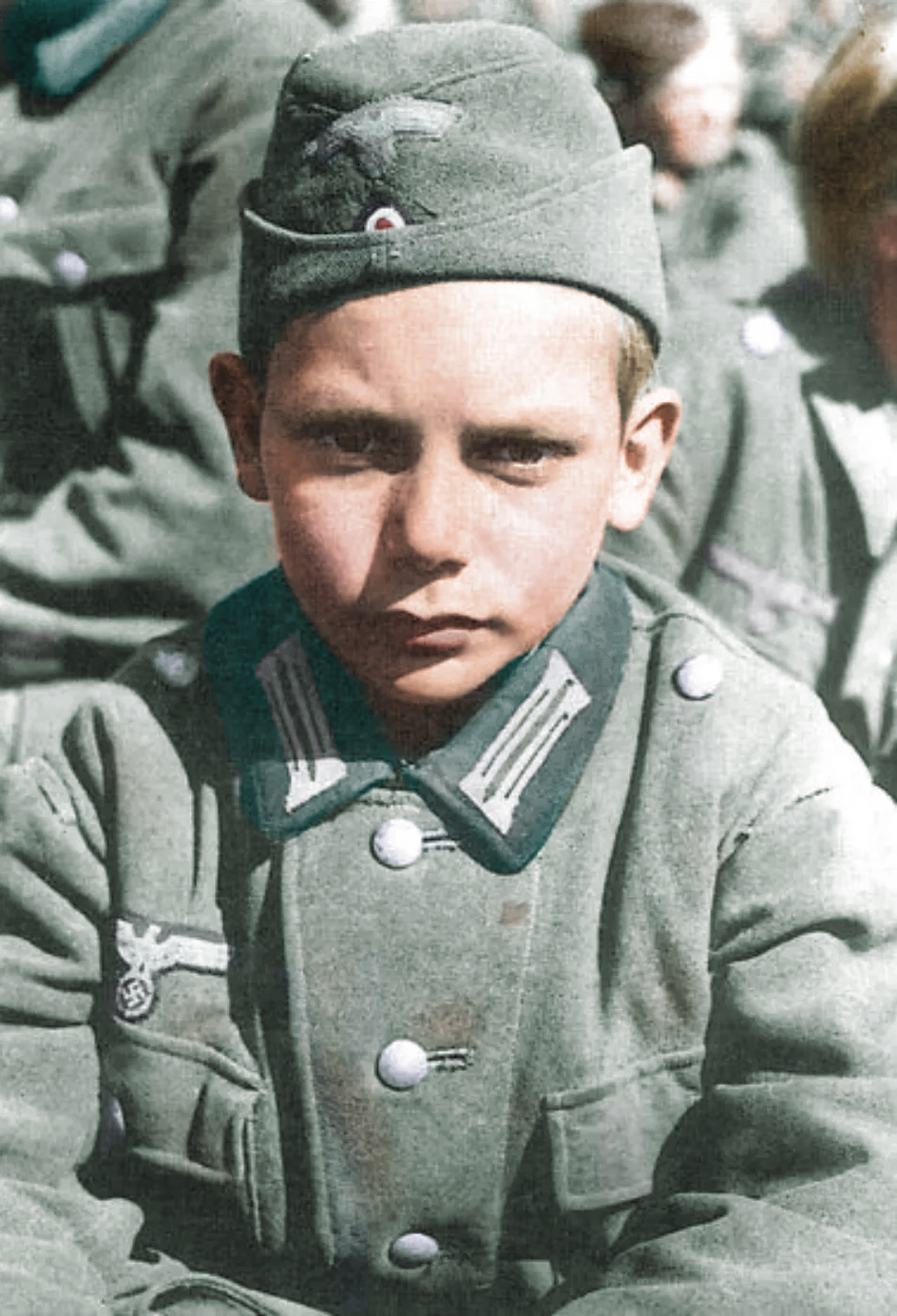
Membre des jeunesses hitlériennes âgé de 13 ans capturé par l'armée américaine en 1945

Les sectes et parfois la politique sont considérées comme deux importants foyers d’endoctrinement. La période préparatoire de formation d’un militaire, aux États-Unis et en Russie, est parfois appelée « endoctrinement » dans un sens non péjoratif,.

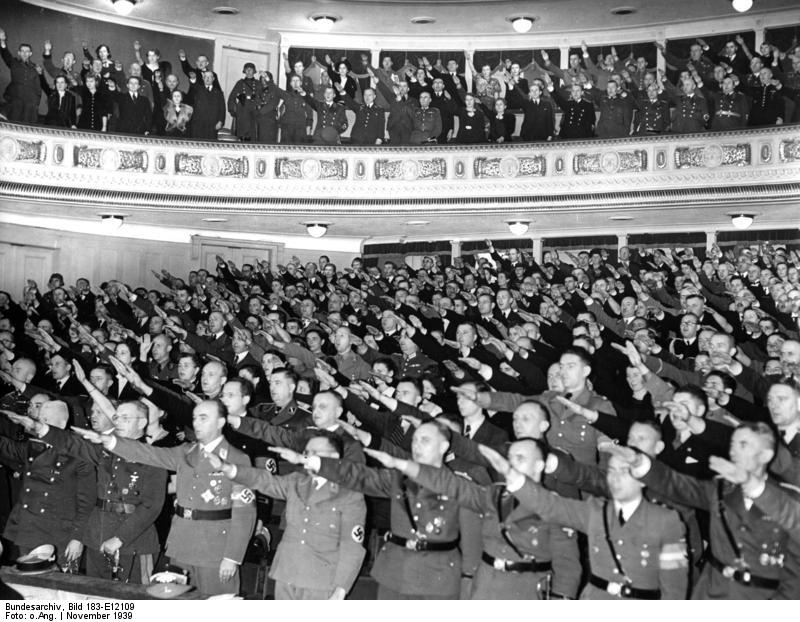
Membres du parti nazi effectuant le salut hitlérien à l'occasion d'une réunion dans le théâtre municipal de la ville de Posen, en novembre 1939. La Pologne venant de tomber, Arthur Greiser, président du Sénat de Dantzig, est promu gouverneur du Reich de la nouvelle région du Warthegau ; il y participera au déroulement local du schéma directeur pour l'Est.

## Définition
La définition d'un endoctrinement dépend de la doctrine qui lui est associée et donc enseignée. L'enseignement idéal forme des êtres responsables, qui pensent par eux-mêmes, respectent les faits quoi qu'il arrive et sont à l'écoute des autres. Pour Olivier Reboul, tout enseignement qui se détourne de ces buts est un « contre-enseignement » ; il ajoute qu'un professeur risque toujours d'influencer ses élèves soit parce qu'il verse dans la propagande soit, à l'inverse, parce qu'il les lasse.
L'endoctrinement est une perversion de l'enseignement qui joue sur les préjugés profonds. À ses deux extrêmes, l'endoctrinement sectaire remplace les préjugés d'un individu par d'autres (l'idéologie du gourou) en passant par la violence psychologique, et l'endoctrinement dit conformiste qui se contente de les renforcer de manière imperceptible.
Pour le philosophe Robin Barrow, « Endoctriner, c’est utiliser des moyens non rationnels dans le but d’établir une adhésion inconditionnelle quant à la vérité de certaines assertions indémontrables, et cela, avec l’intention que les personnes à qui l’on s’adresse s’y tiennent fermement ».

## Symptômes et sources d’endoctrinement
L'endoctrinement consiste à user avec régularité de divers moyens de pression psychologique tels que la peur, l'espoir, la culpabilité ou encore le martèlement indéfini des mêmes affirmations, l'entraînement socio-affectif, etc. en s'employant à court-circuiter les capacités de réflexion critique de celui dont on se propose de modifier les pensées, voire la personnalité. D'une façon générale, l'endoctrinement est donc une forme de manipulation mentale.
Sous l'Allemagne nazie, l'endoctrinement de la jeunesse était faite à grande échelle. À la fin de la Seconde Guerre mondiale, les jeunes fanatisés sont envoyés au front et surprennent les Alliés par leur témérité. Des décennies plus tard, les personnes nées en Allemagne dans les années 1930 ont une probabilité deux fois plus élevée de montrer de l'antisémitisme que les autres classes d'âge. L'endoctrinement nazi semble donc avoir des effets à long terme.
L'endoctrinement sectaire touche plus facilement les personnes vulnérables, mais toute personne peut en être la cible. La victime est approchée de façon amicale et agréable. Ensuite elle est amenée à couper avec son environnement social.
Selon une étude d'Europol de 2015 portant sur l'endoctrinement djihadiste, les profils sont en majorité jeunes, d'origines sociales souvent moyennes ou supérieures, plus souvent fragiles, hypersensibles ou ayant eu des épisodes dépressifs, ne se reconnaissant pas dans une culture ou une communauté nationale. Ils sont à 80 % d'une famille athée, 20 % d'une famille croyante. Dounia Bouzar précise que dans ce cas la famille a souvent une faible pratique religieuse. Les jeunes se sentant incompris et seuls dans la société se voient proposer une explication de leur ressentiment. Le discours sectaire se trouve à 98 % sur Internet, les victimes sont contactées par ce biais, puis progressivement se voient légitimer le rejet du monde, y compris de leur propre famille, puis glorifier les exactions.
L'endoctrinement djihadiste des femmes vise plutôt celles qui sont altruistes : actions humanitaires, métiers d'aide à la personne comme assistante sociale, infirmière ou médecin... et hypersensibles,.
L'endoctrinement islamiste se déroule en plusieurs étapes. La première peut être le visionnage de vidéos dénonçant des complots et des scandales, alors que les jeunes sont particulièrement sensibles à l'injustice. Au fur et à mesure des recommandations, les vidéos érigent l'islam comme réponse au mal et à l'injustice, alors que les adolescents n'ont quasiment jamais eu de questionnement spirituel. Les jeunes sont alors contactés sur les réseaux sociaux, et reçoivent de nombreux messages en se montrant chaleureux dans un premier temps. Puis a lieu l'isolation sociale.
Les Lane, de l’université du Nebraska, propose un ensemble de critères pour comprendre et mesurer son propre endoctrinement : la difficulté à écouter des opinions différentes, même quand elles sont présentées par des personnes compétentes, le fait de s’entourer de personnes qui pensent la même chose que soi, l’impression que le fait d’adopter un point de vue différent pourrait nous valoir l’enfer ou autres punitions, le besoin de se référer à des amis plutôt qu’à des experts pour résoudre des questions importantes, ou encore la tendance à préférer être rassuré plutôt qu’à prendre conscience de réalités nouvelles.[réf. nécessaire]
Une autre manière d’évaluer l’endoctrinement, selon Edward G. Rozycki, de Widener University, serait de s’interroger, ou d’interroger quelqu’un au moment de choix importants : « Vais-je agir ainsi parce que je ressens que c’est ce que je dois faire, ou parce qu’on m’a dit de le faire ? ». Il déclare cependant que l’endoctrinement est égal dans le domaine laïque et religieux. Pour démontrer que la science n’est pas exempte d’endoctrinement, il prend l’exemple de l’enseignement des mathématiques qui « autorise peu de créativité » selon lui.
L'intellectuel américain Noam Chomsky parle de l’endoctrinement comme d’une réalité dont il est « urgent de comprendre les mécanismes et les pratiques [qui sont] faciles à déceler dans les sociétés totalitaires mais bien moins dans le système de propagande auquel nous sommes soumis et que nous servons trop souvent malgré nous ».
Les mécanismes d'endoctrinement sont particulièrement étudiés dans le domaine de la psychologie sociale.[évasif]
Dans la Russie de Vladimir Poutine, un endoctrinement nationaliste et militariste de la jeunesse est mis en place,.

## Lutte contre l'endoctrinement
La communauté musulmane de Belgique a établi un plan pour lutter contre l'endoctrinement djihadiste. Pour celui-ci, les jeunes sont « victimes de certains échecs d'une société qui n'est pas toujours, sur certains aspects, fondée sur l'égalité, la justice et la dignité à leur égard. »
En France, l'Observatoire de la laïcité vise à « renforcer la cohésion sociale », et souhaite enseigner les religions et cultures dans les écoles.